# امبيتر - وادي غيب (الحد)

تعديل مصدري - تعديل

امبيتر - وادي غيب هي إحدى قرى عزلة الحد بمديرية الحد التابعة لمحافظة لحج، بلغ تعداد سكانها 114 نسمة حسب تعداد اليمن لعام 2004.